# Mahanaim
|
Mahanaim (hebreu: מַחֳנַיִם‎; grec antic: Μαναϊμ) fou una ciutat a l'est del Jordà als límits entre Gad i Manasès, que va correspondre als levites. En temps de David era la capital del regne d'Ishbosheth. David va fugir d'Absalom i es va refugiar a Mahanaim on fou acollit pel xeic Bar Zillai i prop de la ciutat es va lliurar la decisiva batalla amb els rebels, al bosc d'Efraim.
Correspondria al lloc de Mahneh, a la comarca del Djebel Ajlun.